# Ugo Bottacchiari
Ugo Bottacchiari (Castelraimondo, 10 marzo 1879 – Como, 17 marzo 1944) è stato un compositore italiano.

## Biografia
Figlio di Giuseppe Feliziano e Zenaide Francesca Cerqueti, fu allievo di Mascagni presso il Liceo Musicale di Pesaro.
Nel 1898 esordì con un'opera lirica in un atto, "L'ombra", su libretto di Cosimo Giorgieri Contri.